# Syreeta Wright
Pour les articles homonymes, voir Wright.
Syreeta Wright, ou plus simplement Syreeta, née le 3 août 1946 à Pittsburgh (Pennsylvanie) et morte le 6 juillet 2004 à Los Angeles (Californie), est une chanteuse et compositrice américaine.

## Carrière
Elle est découverte par Holland-Dozier-Holland qui la font signer à la Motown et lui font enregistrer I Can't Give Back The Love I Feel For You en 1968 (sous le nom de Rita Wright). Elle y rencontre Stevie Wonder, qui sera son mari pendant dix-huit mois, du 14 septembre 1970 et jusqu'à l'été 1972. Ce court mariage n'empêchera pas les deux artistes de poursuivre une longue et fructueuse collaboration artistique : elle écrit notamment les titres If You Really Love Me et Signed, Sealed, Delivered I'm Yours pour son ex-époux, et elle est créditée sur l'album Where I'm Coming From sorti en 1971.
Elle est ensuite pressentie pour être la troisième Supremes avant d'enregistrer des albums sous son nom. Elle lancera quelques simples et albums, de manière assez irrégulière et aura un petit succès, Harmour Love, no 75 au Hot R&B/Hip-Hop Songs en 1975. Syreeta et Billy Preston ont chanté la bande originale du film de basket-ball Fast Break, d'où est extrait Go For It, thème principal du film disponible dans plusieurs versions dont la version disco du maxi-simple (no 80 disco). Le plus grand succès de cet album sorti en mars sera néanmoins la ballade With You I'm Born Again, no 2 en Angleterre en septembre 1979 et no 4 aux États-Unis en avril 1980 (simple lancé le 8 décembre 1979).
La collaboration avec Billy Preston a commencé en 1975 avec Fancy Lady, sur l'album It's My Pleasure de Preston, ils chanteront de nombreux duos ensemble jusqu'en 1981. En août de cette même année sort aussi une compilation de leurs duos qui se classe no 127 au Billboard 200. En 1980, Syreeta avait sorti un album qui portait son nom ; composé en partie de titres qui auraient dû être chantés par Diana Ross. Lancé en avril 1980, cet album s'est classé no 73 le mois suivant[Où ?]. Syreeta continuera à chanter dans les années 1980 et 1990. Can't Shake Your Love, extrait de Set My Love in Motion, devient no 18 des Hot Dance Club Songs en 1981. 
Après The Spell (1983), son dernier album enregistré (réalisé par Jermaine Jackson), Syreeta Wright continue sa carrière de manière relativement discrète. Elle sera choriste pour d'autres interprètes et en 1995 jouera le rôle de Marie-Madeleine dans la comédie musicale Jesus Christ Superstar.
Elle meurt à Los Angeles des suites d'un cancer du sein et des os, à l'âge de 57 ans.

## Discographie
- 1972 : Syreeta
- 1974 : Stevie Wonder Presents Syreeta
- 1977 : One to One
- 1977 : Rich Love Poor Love (avec G.C. Cameron)
- 1979 : Late at Night (avec Billy Preston)
- 1980 : Syreeta
- 1981 : Set My Love in Motion
- 1981 : Billy Preston & Syreeta
- 1983 : The Spell
- 1990 : With You I'm Born Again (Japon uniquement)